# Beminde Barabas
Beminde Barabas is het zesennegentigste stripverhaal uit de reeks van Suske en Wiske. Het is geschreven en getekend door Paul Geerts.
Het verhaal werd gepubliceerd in De Standaard en Het Nieuwsblad van 5 december 1974 tot en met 16 april 1975. 
De eerste albumuitgave in de Vierkleurenreeks was in augustus 1975, met nummer 156.

## Personages
- Suske, Wiske met Schanulleke, tante Sidonia, Lambik, professor Barabas, Lotje, markiezin de Plomb de Zinc, Massaker en diens roversbende

## Uitvindingen
- De teletijdmachine, radioschoenen

## Het verhaal
Na een bezoek aan de huisarts raadt Wiske de overspannen Lambik aan om huishoudelijke taken te doen. Tante Sidonia heeft daar nu juist genoeg van. Ze besluiten de rollen om te draaien en Sidonia gaat als “de Sid” werken als kostwinner. Ze wordt loodgieter op een bouwwerf. 
Als Jerom op reis is, vragen de vrienden professor Barabas voor een etentje. Barabas vertelt over zijn liefdesleven: toen hij achttien jaar was, zag hij een meisje genaamd Lotje uit de 17e eeuw, met een roos en een mooie jurk. Ze was naaister van beroep. Barabas werd weggejaagd door de roverhoofdman Massakker. en hij heeft Lotje hierna nooit teruggezien.
Suske en Wiske vinden in de zandduinen de ruïne van het huis van Lotje. Daar staat nog altijd de 17e-eeuwse roos. Professor Barabas is hierdoor helemaal in de war en wordt naar het ziekenhuis gebracht. Als Wiske de roos in zijn huis ziet, besluit ze een fotocamera achter te laten. Er zijn foto’s genomen van een paspop en de vrienden vinden de pop in het huis van Barabas. Dan krijgen ze een telefoontje van het ziekenhuis: Barabas zal sterven aan liefdesverdriet als hij het naaistertje nooit weer terug zal zien.
De pop vertelt de vrienden dat ze Lotje is, ze droomde over het korte bezoek van professor Barabas en de jurk voor de markiezin kwam daardoor niet af. Ze werd als een modelpop betoverd door een tovenares, toen Massaker erachter kwam dat ze verliefd was op Barabas en niet op hem. De vrienden gaan naar het verleden en ontmoeten markiezin de Plomb de Zinc. Tante Sidonia besluit centrale verwarming te installeren bij de markiezin. Suske, Wiske en Lambik zien de tovenares ’s nachts in het roversbos.
De vrienden worden door de roversbende van Massaker en de tovenares gevangengenomen, maar ze weten Jerom te waarschuwen met radioschoenen. Jerom is in het ziekenhuis bij professor Barabas en gaat ook naar het verleden. Daar verslaat hij de roversbende, maar de tovenares ontsnapt. De vrienden ontdekken dat de markiezin de tovenares is, maar worden dan teruggeflitst. Wiske redt de markiezin uit de centrale verwarming en krijgt van haar dan toch de toverstaf.
Professor Barabas ligt inmiddels op sterven in het ziekenhuis. De vrienden gaan naar hem toe, maar het lijkt een aflopende zaak. De betoverde paspop brengt Barabas richting de vrienden en in een schuilplaats voor koeien wordt met de toverstaf de betovering verbroken. Professor Barabas ziet zijn Lotje opnieuw, maar ze kan niet lang blijven. Als ze naar de geestenwereld gaat, besluit professor Barabas zijn leven weer te wijden aan de wetenschap. Hij houdt de betoverde roos – die niet kan verwelken – als aandenken.